# Црква Светог Николе у Вишњици
Црква Светог Николе у Вишњици, на територији градске општине Звездара, подигнута је 1842. године. Представља непокретно културно добро као споменик културе.

## Историјат
Намеру да истовремено са школом, подигну храм у свом насељу, мештани Вишњице су остварили тек 1838. године на старом црквишту. Иако су се вршила богослужења, у то време нису још били завршени комплетни радови, што видимо из писма становника села из 1842. године, у коме се обраћају молбом кнезу Милошу за дозволу да могу у Београду да прикупљају прилоге за довршење цркве и набавку ствари за њу.
У Летопису храма је забележено да су вишњичку цркву често посећивали краљ Милан и краљица Наталија са сином краљем Александром, посебно о летњем Св. Николи. Записано је и да је краљица Наталија богато даривала цркву, народ и школу у Вишњици.

## Архитектура цркве
Црква је посвећена Светом Николи, саграђена као једнобродна грађевина са полукружном апсидом, нешто ужом од брода, и две полукружне певнице. Зидана је од камена, са пуним конструктивним зидовима споља обрађеним малтером. 
У обради фасада, на којима дуж целе површине тече фриз слепих аркада, јасно су уочљиви елементи српске средњовековне архитектуре. Западним прочељем доминира декоративно обрађен портал са нишом у којој је смештена представа патрона храма, изведена у техници мозаика. 
Ентеријер цркве је јединствен и састоји се од олтарског простора и наоса са северном и јужном певницом. Иконостас је израђен у новије време. Северозападно од цркве налази се двоспратни звоник квадратне основе, изведен у опеци и појачан контрафорима.

## Галерија
- Иконостас цркве Светог Николе у Вишњици
- Фреске цркве Светог Николе у Вишњици
- Фреске цркве Светог Николе у Вишњици
- Црква Светог Николе у Вишњици
- Унутрашњост цркве Светог Николе у Вишњици
- Звоник цркве Светог Николе у Вишњици
- Звоник цркве Светог Николе у Вишњици